# Communauté de communes de la Vallée de la Dives
La communauté de communes de la Vallée de la Dives est une ancienne communauté de communes française, située dans le département de l'Orne et la région Basse-Normandie.

## Histoire
La communauté de communes est constituée par arrêté préfectoral le 14 décembre 1995. La commune de Guêprei y adhère le 1er janvier 1997, suivie le 1er janvier 2002 par la commune de Tournai-sur-Dive.
Le 1er janvier 2014 elle fusionne avec les communautés de communes de la Plaine d'Argentan Nord et du Pays d'Argentan pour former la communauté de communes Argentan Intercom.

## Composition
La communauté de communes  regroupait seize communes du canton de Trun :
1. Coudehard
2. Coulonces
3. Écorches
4. Fontaine-les-Bassets
5. Guêprei
6. Louvières-en-Auge
7. Merri
8. Mont-Ormel
9. Montreuil-la-Cambe
10. Neauphe-sur-Dive
11. Ommoy
12. Saint-Gervais-des-Sablons
13. Saint-Lambert-sur-Dive
14. Tournai-sur-Dive
15. Trun
16. Villedieu-lès-Bailleul

## Administration
| Période      | Période       | Identité        | Étiquette | Qualité                                      |
| ------------ | ------------- | --------------- | --------- | -------------------------------------------- |
| janvier 1996 | mars 2011     | Pierre Wadier   | UDF-PR    | Conseiller général, adjoint au maire de Trun |
| avril 2001   | décembre 2013 | Jacques Prigent | DvG       | Maire de Trun                                |